# Primulina fimbrisepala
Primulina fimbrisepala là một loài thực vật có hoa trong họ Tai voi (Gesneriaceae). Loài này có ở các tỉnh Phúc Kiến, Quảng Đông, Quảng Tây, Quý Châu, Hồ Nam, Giang Tây (Trung Quốc) và được Heinrich Raphael Eduard Handel-Mazzetti mô tả khoa học đầu tiên năm 1925 dưới danh pháp Chirita fimbrisepala. Năm 2011, Yin Z.Wang chuyển nó sang chi Primulina.